# Iâhhotep Ire
Pour les articles homonymes, voir Iâhhotep.
Iâhhotep est une grande épouse royale de la XVIIe / XVIIIe dynastie de l'Égypte antique. Elle est le plus souvent considérée comme la première souveraine de la dynastie à porter ce nom.
Mère d’Ahmosis, le premier pharaon du Nouvel Empire, elle aurait exercé la régence pendant la minorité de son fils puis aurait gouverné en son nom pendant qu’ils assuraient la reconquête du pays en le libérant du joug hyksôs.
Elle remplissait par ailleurs un rôle religieux en tant qu'épouse divine d'Amon, le dieu dynastique et roi des dieux.
Outre le titre de grande épouse du roi la reine était également qualifiée de celle qui est unie à la perfection de la Couronne Blanche, ; on notera que l'auteur désigne la reine sous le nom d'Iâhhotep II identifiant la première du nom à une épouse de Sekhemrê-Oupmaât Antef-Âa.

## Généalogie
La généalogie de la XVIIe dynastie reste encore à ce jour imprécise par manque de documents explicites permettant de relier les noms de ses membres les uns avec les autres. Tout au plus peut-on reconstituer les parents et proches de certains souverains dont l'existence même restait à prouver. Dans d'autres cas, le choix de noms identiques pour désigner les enfants royaux comme le patronyme Iâhmès ou Iâhhotep jette un peu plus le trouble. Les égyptiens eux-mêmes en avaient d'ailleurs conscience et rajoutaient au prénom un qualificatif ou un complément nominatif à la manière de nos noms propres. C'est notamment le cas du fils de Seqenenrê Tâa, Ahmosé-Sipair, dont le Louvre possède une statue dédiée par son père et les membres de la famille royale.
Une reine, Iâhhotep, est mentionnée sur cette statue et y est qualifiée de fille aînée du roi ainsi que de Khenemet néfer hedjet, nom de l'épouse de Sésostris III. Cette désignation est utilisée à compter de la fin du Moyen Empire pour qualifier le statut de grande épouse royale. Prise à la lettre, cette mention ferait de la Iâhhotep de la statue du Louvre l’épouse du roi régnant, dans ce cas Séqénenrê qui dédie la statue à titre posthume à son fils premier né et héritier du trône mort prématurément.
On identifie généralement cette Iâhhotep à la mère des célèbres pharaons Ouadjkheperrê Kames et Ahmôsis. Cependant, le fait qu'elle ne soit pas épouse du roi mais appelée fille aînée du roi en premier lieu semble plutôt indiquer un lien de filiation avec Séqenenrê au même titre que les autres filles du roi qui sont également citées sur le socle de la statue du prince. Dans ce cas, l'inscription d'Iâhhotep sur la statue d'Iâhmès-Sapaïr serait plutôt le témoignage d'une sœur à l'attention d'un frère mort prématurément et la distinguerait de la mère d’Ahmôsis.
La stèle d'Ahmôsis Ier retrouvée dans l'enceinte d'Amon-Rê à Karnak fait en revanche l'état civil complet d'Iâhhotep et permet ainsi de situer les membres de la famille royale les uns par rapport aux autres. Elle y est désignée comme étant l'« épouse du roi (Seqenenrê Tâa), la sœur du souverain, (Senakhtenrê Iâhmes?), la fille du roi (Senakhtenrê Iâhmes), l'auguste mère du roi (Ahmôsis Ier) ».
Fille de Senakhtenrê Iâhmes, souverain thébain, et de la reine Tétishéri, Iâhhotep naît durant la période de domination des Hyksôs — qui gouvernaient alors le delta du Nil et une partie de la Moyenne-Égypte. Elle joue un rôle prépondérant dans la guerre de libération du pays menée par son frère et mari, Seqenenrê Tâa, qui y perd probablement la vie, puis, après une première campagne victorieuse du roi Ouadjkheperrê Kames, par son fils Ahmôsis. Elle assure la régence, de manière informelle, pour le compte de celui-ci.
Un relief figurant sur le linteau d'une porte du temple d'Horus de Bouhen illustre probablement cette première partie du règne du roi et de la régence de la reine. Ce linteau est aujourd'hui exposé au musée de l'université de Pennsylvanie à Philadelphie et décrit trois scènes de culte assurées par le roi.
Dans l'une d'elles, Ahmôsis y est représenté adorant le dieu faucon sous sa forme locale. Le roi est suivi par Iâhhotep qui le tient par l'épaule dans un geste de soutien. Derrière elle, une colonne de hiéroglyphes donne son nom inséré dans un cartouche et ses titres d'épouse royale et de mère du roi. La reine y est également qualifiée de vivante ce qui indique que ce relief a été réalisé du vivant de la reine et non à titre posthume. On notera enfin dans les cartouches royaux la graphie archaïque du signe du dieu lune, indice chronologique précieux permettant de situer l'exécution de ce relief dans la première partie du règne du roi, alors qu'il n'était qu'un enfant.
Une bague conservée au Musée du Louvre date également de cette époque. Elle était constituée probablement d'un jonc en or, aujourd'hui disparu, qui enserrait un chaton pivotant à la manière d'un sceau qui, lui, est parvenu jusqu'à nous. Ce chaton est constitué d'une bâte d'or encerclant et maintenant un scarabée de lapis lazuli. Au revers de ce bijou, les titres de la reine mère apparaissent ainsi que son nom qui est là aussi inscrit avec le signe archaïque de la lune qui n'est plus employé à compter de la dix-septième année du règne d'Ahmôsis.

## Iâhhotep mère royale et régente
Vers l'an 18 de son règne, Ahmôsis réussit à conquérir la capitale des Hyksôs, Avaris, et à chasser définitivement les étrangers du pays. Il devient le premier pharaon de la XVIIIe dynastie.
Pendant que son fils guerroie en Basse-Égypte puis en Palestine, pourchassant les dernières poches de résistance Hyksôs, Iâhhotep gouverne en son nom à Thèbes et assure ses arrières tout en administrant le pays.
Pour preuve de la haute considération dans laquelle Iâhhotep était tenue, son fils Ahmosis dit d'elle, dans sa stèle de Karnak :
« Celle qui a accompli les rites et pris soin de l'Égypte. Elle a veillé sur ses troupes et les a protégées. Elle a ramené ses fugitifs et rassemblé ses déserteurs. Elle a pacifié la Haute-Égypte et a chassé les rebelles. »
Ce texte éclaire davantage le rôle que la reine pourrait avoir tenu durant la guerre de libération, ainsi qu'auprès de son fils encore trop jeune pour gouverner seul.
Outre ce rôle décisif dans cette période charnière de l'Histoire de l'Égypte antique, Iâhhotep est probablement la mère de personnalités importantes de la famille royale, renforçant son identité de mère dynastique pour laquelle elle reçut un culte à Thèbes.
On considère en effet qu'elle a mis au monde le prince Ahmosé-Sipair, fils premier-né et héritier présomptif de Seqenenrê Tâa mort prématurément avant d'avoir atteint l'adolescence, une autre princesse et fille aînée du couple royal nommée comme sa mère, Iâhhotep qui devient elle aussi reine en épousant Ouadjkheperrê Kames. Enfin, Iâhhotep Ire est probablement la mère d'Ahmès-Néfertary dont la destinée est tout autant extraordinaire.
Iâhhotep Ire meurt certainement entre l'an XVII du règne de son fils Ahmôsis Ier et la fin du règne de son petit-fils Amenhotep Ier, marque d'une exceptionnelle longévité pour l'époque.
Deux monuments attestent de cette longévité :
- Iâhhotep est mentionnée comme vivante sur la stèle de Karès, le majordome de la reine, qui en l'an dix d'Amenhotep Ier reçoit de la reine une concession en Abydos pour se faire édifier une tombe, dans laquelle la stèle en question a été retrouvée[17] ;
- Iâhhotep est mentionnée par le prêtre Iouf, gardien de la porte du temple d'Horus d'Edfou. Ce personnage qui a vécu jusque sous le règne de Thoutmôsis Ier administrait les biens de la reine dans la ville du dieu faucon. C'est sur son ordre que Iouf fait restaurer le tombeau d'une autre reine, Sobekemsaf, probablement considérée comme une ancêtre d'Iâhhotep[18].

Tout comme sa fille (ou belle-fille) Ahmès-Néfertary, Iâhhotep reçoit un culte après sa mort, lequel atteste du prestige dont les reines jouissaient à la cour thébaine au début du Nouvel Empire. Son sarcophage externe inscrit à son nom accompagné de ses titres de grande épouse royale et de mère du roi découvert à Deir el-Bahari. Par ses dimensions et son style il se rapproche du sarcophage d'Ahmès-Néfertary, décédée elle sous le règne de Thoutmôsis Ier.

## Sépulture

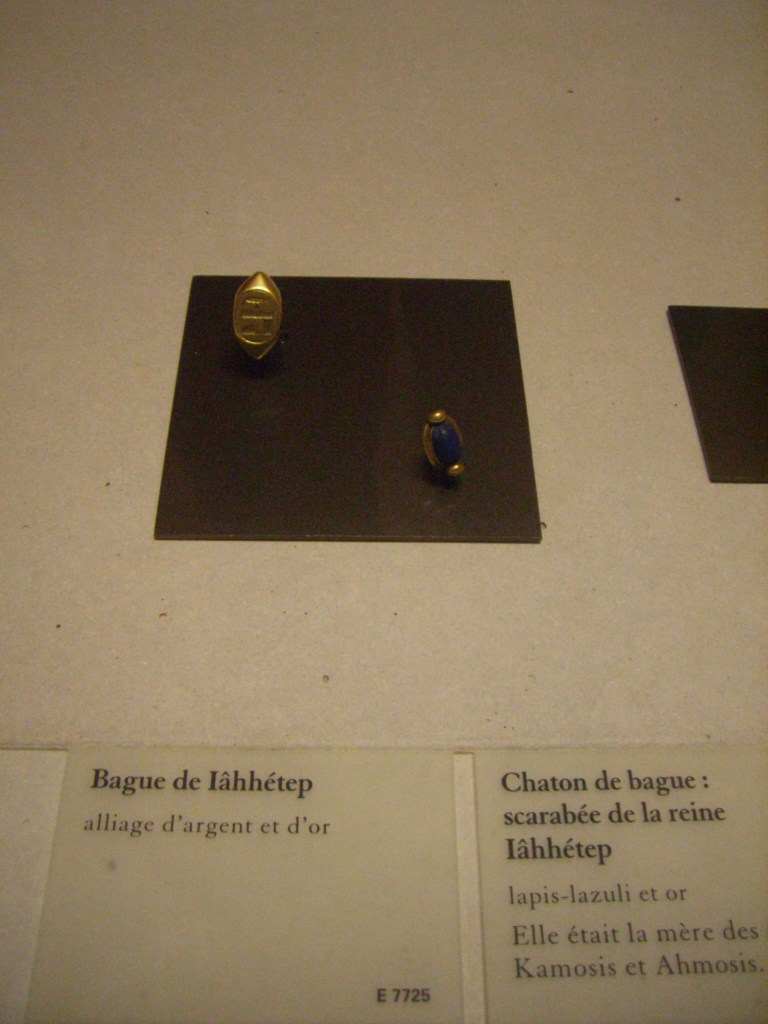
Bagues d'Iâhhotep. Musée du Louvre.

Un sarcophage au nom de la reine a été mis au jour dans la cachette royale de Deir el-Bahari, référencée sous le numéro DB320. De très grande dimension et inscrit au nom de Iâhhotep, mère du roi, il a été attribué à la mère d'Ahmôsis Ier en raison des titres qu’il porte en dédicace.
De style richi, il représente la reine les bras croisés sur la poitrine et tenant dans chaque main un signe ânkh. Sa tête est coiffée d’une lourde perruque qui supportait un mortier dans lequel étaient fichées les deux plumes de la couronne des reines de l’époque,.
À son ouverture, le sarcophage ne contenait pas la momie de la reine mais, à sa place, celle de Pinedjem Ier qui y avait trouvé refuge.
Le style de ce sarcophage est très proche de celui de taille comparable d’Ahmès-Néfertary qui a été mis au jour dans la même cachette royale, ce qui est un bon indice chronologique pour dater les funérailles de la reine aux débuts de la XVIIIe dynastie.
On notera que le nom de la lune dans le cartouche de la reine est écrit normalement avec le signe de la lune tourné vers le bas, graphie qui sera adoptée dans tous les noms royaux à compter de l’an 17 d’Ahmôsis, le fils de la reine.
Ces indices stylistiques et épigraphiques permettent de situer le décès de la reine dans la dernière partie du règne du fondateur de la XVIIIe dynastie, voire au début du règne de son successeur, Amenhotep Ier, petit-fils d’Iâhhotep.